# Пајн Крест (Тенеси)
Пајн Крест (енгл. Pine Crest) насељено је место без административног статуса у америчкој савезној држави Тенеси.

## Демографија
По попису из 2010. године број становника је 2.388, што је 484 (-16,9%) становника мање него 2000. године.
| Група             | 2000.         | 2010.         |
| Белци             | 2.756 (96,0%) | 2.258 (94,6%) |
| Афроамериканци    | 36 (1,3%)     | 38 (1,6%)     |
| Азијати           | 7 (0,2%)      | 8 (0,3%)      |
| Хиспаноамериканци | 20 (0,7%)     | 39 (1,6%)     |
| Укупно            | 2.872         | 2.388         |